# ナハリヤ
ナハリヤ（ヘブライ語: נַהֲרִיָּה）は、イスラエル北端の地中海に臨む都市。推定人口は5万1200人。

## 地名の由来
市内を流れる川からとられた。

## 歴史
聖ラザロを祀ったビザンティン時代の教会が、1970年代に発掘された。614年のサーサーン朝ペルシアの侵攻で焼失したとみられている。

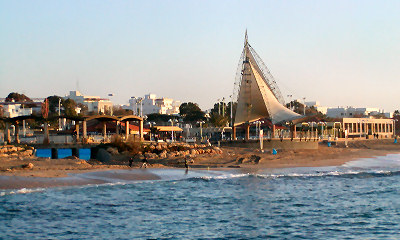
ナハリヤのビーチ

ナハリヤは1930年代の第五次アリーヤ（Fifth Aliyah）で到来したドイツ系ユダヤ人によって建設された。1933年に住宅の建設が始まり、最初の二家族が1935年2月10日に定住した。公式にはこの日をもって、ナハリヤの設立とする。
農村として建設されたナハリヤであったが、住民はすぐに農業だけでは村が立ち行かないことに気づいた。そこで、周囲の自然やビーチを活用した観光に力を入れ始める。イギリス委任統治領パレスチナ時代は、多くのイギリス人将校がハルツームからやってきて、この地に滞在した。
近くのマーバラと統合した1950年代も、開発は続いた。北アフリカや中東、ヨーロッパから多くのユダヤ人が流入した。1990年代には、旧ソ連やエチオピアからの移民を受け容れた。1990年代後半から2000年代前半にかけては、建築ブームに沸いた。
レバノン国境から9.6キロしか離れていないため、ナハリヤは1970年代、しばしばパレスチナ過激派による迫撃砲やカチューシャ砲を用いた越境テロ攻撃の標的にされた。特に有名なのは、1974年と1979年のテロ攻撃である。
2006年7月から8月のレバノン侵攻でも、ナハリヤにはレバノン南部で活動するヒズボラが何百発ものカチューシャ砲を落とした。その結果、複数の民間人が死傷し、5人が死亡した。不動産やインフラにも、深刻な被害が生じた。ナハリヤの経済は大打撃を受け、市民の3人に2人が避難を余儀なくされた。

## 経済

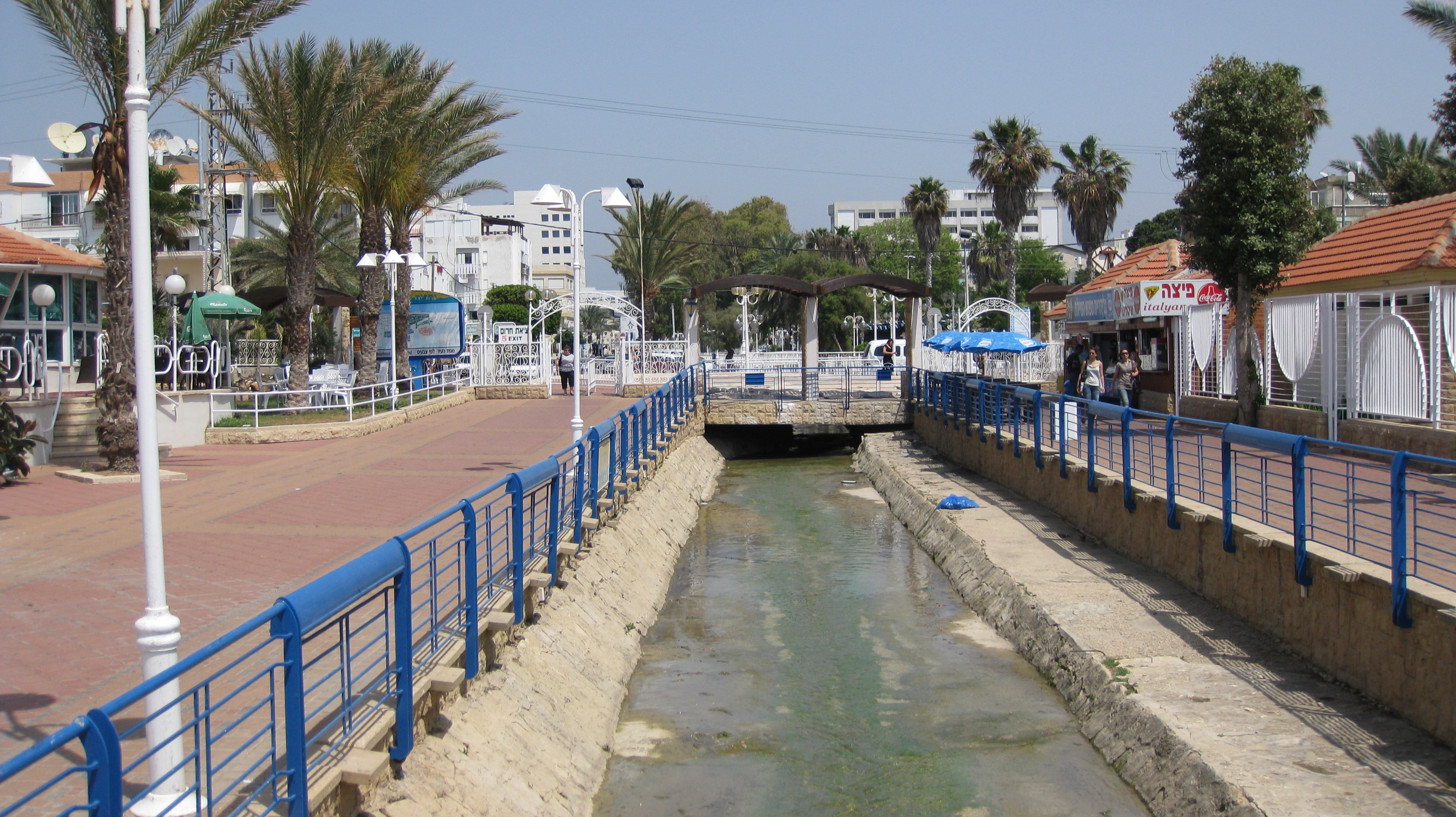
ガートン川の並木道

ナハリヤはシュトラウス家、ソグロウェク家、ヴェルタイマー家といった、イスラエルを代表する企業家のお膝元である。ナハリヤで創業し、急成長した民間企業には乳製品のシュトラウス、食肉加工のソグロウェク、切削工具のイスカル─最近、バークシャー・ハサウェイが50億米ドルで買収した─がある。
2000年のイスラエル中央統計局 (CBS) のデータによると、市内には賃金労働者が1万7916人、自営業者が1283人いる。賃金労働者の平均月収は5736新シェケル (ILS) で、前年比で実質7.0%以上増加した。男女別では男性が7353ILS（7.6%増）、女性が3950ILS（2.5%増）である。自営業者の平均収入は9078ILS。失業手当の受給者は886人、固定収入（社会保障）で生活している人は3611人であった。

## 観光
スデロト・ガートンは地中海から高速4号線のジャンクションまで、市街を東西に貫く目抜き通りで、その中ほどにガートン川が流れる。ユーカリの街路樹が木陰を提供する通りには、多くの店舗やブティック、カフェ、レストラン、アイスクリーム屋が建ち並ぶ。ビジネス街や歓楽街も集中し、ひとつの観光名所になっている。公園やプロムナード、公共ビーチ、ホテル、港が広がるビーチ・エリアは、夜もビーチ沿いのカフェやバー、レストラン、ナイトクラブが活況を呈する。

## 交通
高速4号線は市内を南北に走る主要道路である。高速89号線はナハリヤ・ジャンクションを起点に上ガリラヤを横断し、ツファットまでを結ぶ。ナハリヤ駅と中央バス・ステーションはスデロト・ガートンの東端、高速4号線のジャンクション近くにある。ナハリヤ駅はイスラエル鉄道の最北端でもある。スデロト・ガートンはそこから、ガートン川が地中海にそそぐ河口に向かって西へ延びる。

## 人口統計
中央統計局によると、2001年の市内の民族構成はユダヤ人および非アラブ人が97.3%と、アラブ人の比率は高くなかった。2001年には新たに、355人の移民があった。男女別では男性が2万2200人、女性が2万3700人。世代別では19歳以下が29.5%、20歳から29歳が16.3%、30歳から44歳が18.8%、45歳から59歳が17.3%、60歳から64歳が4.1%、65歳以上が13.9%。人口増加率は4.2%である。
2000年のイスラエルのレバノン撤退に乗じて、南レバノン軍などに所属する多くの兵士や将校がレバノンを逃れ、ナハリヤに定住した。

## 教育・福祉

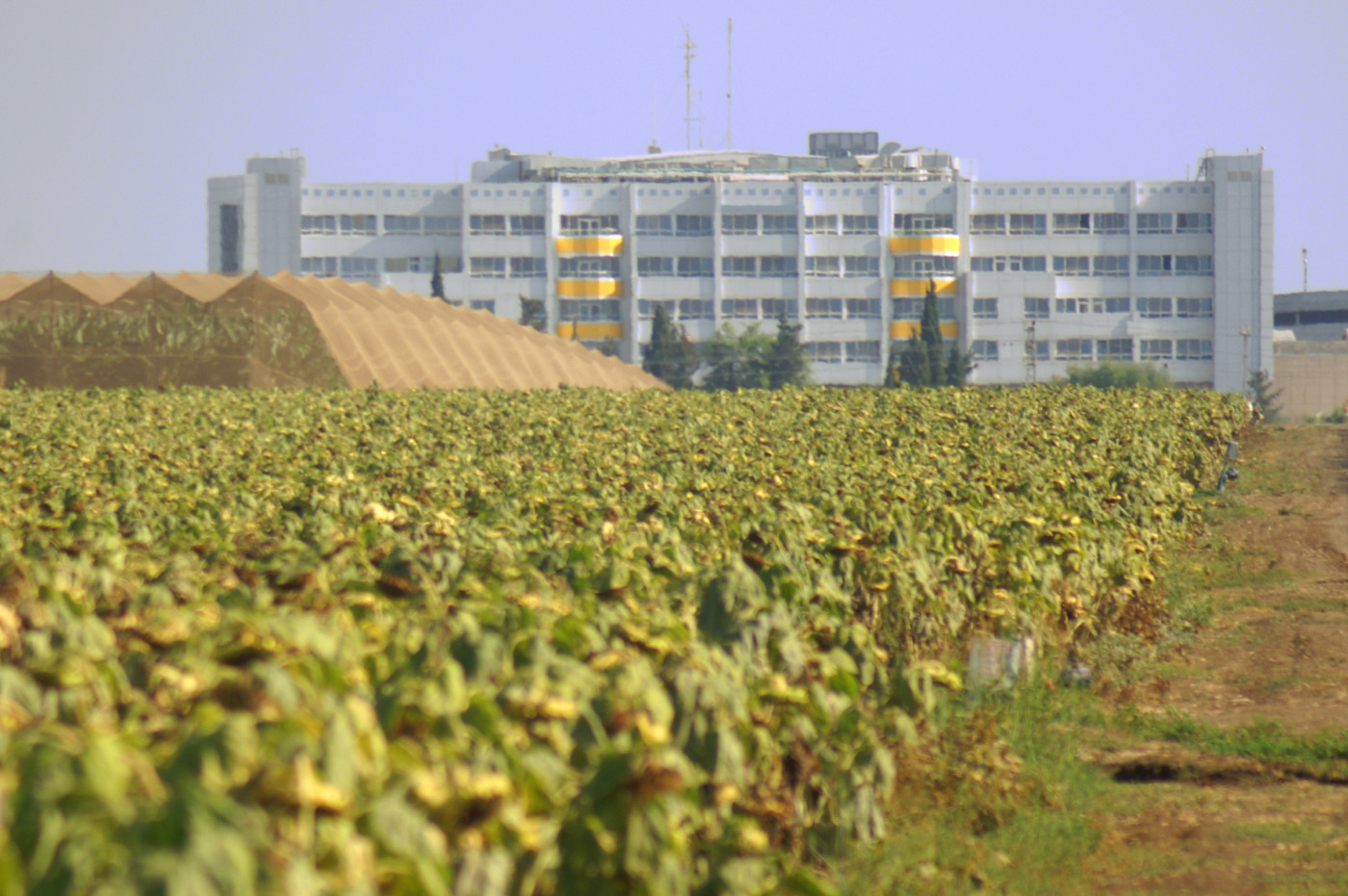
ナハリヤ病院

中央統計局によると、ナハリヤでは22の学校で7541人が学んでいる。内訳は小学校が15校の4074人、中学校・高校が7校の3467人である。市内における2001年の高校進学率は56.5%である。
市中心部から3キロの郊外に位置するナハリヤ病院は、カルミエルから地中海岸に至るガリラヤ西部に住む50万人の中核病院である。2006年のレバノン侵攻ではロケット弾が命中し、外壁と8つの病室が破壊された。

## ゆかりの人物

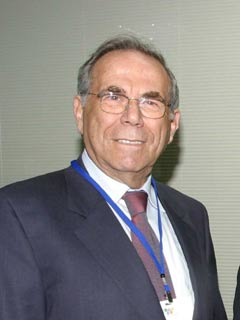
ステッフ・ヴェルタイマー

- ステッフ・ヴェルタイマー（英語版）（1926年 - ） ドイツ生まれの企業家、実業家、政治家
- ダリア・ドルナー（英語版）（1934年 - ） 元イスラエル最高裁判所裁判官
- ギルアド・シャリート（1986年 - ） イスラエル軍の兵士

## 姉妹都市
- アルツァイ（ドイツ）
- オッフェンバッハ（ドイツ）
- ダルムシュタット（ドイツ）
- パデルボルン（ドイツ）
- イシー＝レ＝ムリノー（フランス）
- テンペルホーフ＝シェーネベルク区（ドイツ）
- ビーレフェルト（ドイツ）
- マイアミビーチ（アメリカ合衆国、フロリダ州）
- デルレイビーチ（アメリカ合衆国、フロリダ州）
- ケチケメート（ハンガリー）